# Technologietransfer
Technologietransfer ist in der Volkswirtschaftslehre die externe Verwertung technologischen Wissens. Durch den Austausch wird die Nutzbarmachung dieses Wissens für Dritte ermöglicht.

## Allgemeines
Als Technologietransfer wird zum einen die Weitergabe industrieller Fertigungsverfahren oder Verfahrenstechniken an Entwicklungs- oder Schwellenländer einschließlich der finanziell unterstützten Weiterbildung von Ingenieuren und Wissenschaftlern an westlichen Hochschulen und Forschungsstätten, zum anderen die Übertragung und wirtschaftliche Verwertung wissenschaftlicher Erkenntnisse aus der Wissenschaft in die Wirtschaft bezeichnet. Gegenstand eines Technologietransfers ist meist Know-how.

## Definition
In der Literatur findet man unterschiedliche Definitionen vor, die jedoch im Großen und Ganzen dieselben Merkmale aufweisen:
- Unter Technologietransfer (Technologie, „Herstellungs-, Verarbeitungslehre“, von altgriechisch τεχνολογία technología „kunstgemäße Abhandlung über eine Kunst oder Wissenschaft“; Transfer, über das Englische von lateinisch transferre „hinübertragen, übertragen“) versteht man den Transfer von technischem Wissen (z. B. Forschungs- und Entwicklungsergebnisse) zwischen Entstehung und Verwendung im Kombinationsprozess der Produktionsfaktoren. „Technologietransfer bedeutet institutionell den planvollen, zeitlich limitierten, privatwirtschaftlichen oder staatlich unterstützten Prozess der Diffusion oder Verbreitung von Technologie im Sinne ihrer wirtschaftlichen Nutzbarmachung für Dritte[1]“
- „Technologietransfer ist die interorganisationale Übertragung von Technologien oder die Übertragung von Forschungs- und Entwicklungsergebnissen.“[2]
- „Weitergabe von technischem Wissen (z. B. Forschungs- und Entwicklungsergebnisse) für die Anwendung im Produktionsprozess.“[3]

### Begriffliche Einordnung in die Wirtschaft
Technologietransfer dient nicht als Ziel, sondern als Mittel zur Steigerung des Wirtschaftswachstums, der Wirtschaftlichkeit und somit auch des Wohlstands. Grund hierfür ist die Steigerung des Nutzungsgrades der Technologie. Daran sind unter anderem Hochschulen, Wirtschaft und die Politik beteiligt.

## Arten des Technologietransfers
Unter Technologietransfer versteht man im internationalen Zusammenhang den Übergang wirtschaftlich verwertbarer Fähigkeiten von einem Land in ein anderes. Man unterscheidet dabei zwischen verschiedenen Arten des Technologietransfers.
Beim gütergebundenen Technologietransfer findet ein Export von Investitionsgütern statt, welche vorher im Empfängerland nicht vorhanden waren. Dagegen spricht man vom personengebundenen Technologietransfer, wenn inländische Arbeitskräfte von Ausländern, mittels Beratung und Aus- und Weiterbildung, angelernt werden. Weiterhin bezeichnet man den Verkauf von Patenten, Lizenz- und Know-how-Verträgen und durch internationale Unternehmenskooperationen im Bereich Forschung und Entwicklung stattfindenden Austausch, als nicht-faktorgebundenen Technologietransfer. Ziel dieser Zusammenarbeit ist der Erwerb von technologischen Vorsprüngen des Partners. Ein Großteil (70–80 %) dieser Form des technologischen Austauschs findet zwischen verbundenen Unternehmen wie Mutter- und Tochtergesellschaften statt. Eine Umwandlung über Medien wie Bücher, Zeitschriften usw. bezeichnet man als nicht kommerziell betriebenen Technologietransfer. Neben diesen Arten gibt es auch illegale Formen des Technologietransfers, welche sich in Industriespionage und der Verletzung gewerblicher Schutzrechte wie Patente etwa durch Nachahmerprodukte niederschlagen.
Technologie wird im weitesten Sinn als Gesamtheit der Fähigkeiten zur Kontrolle und Nutzung der Umwelt verstanden. Dabei ist technologisches Wissen bei ausgebildeten Personen, in Maschinen und Anlagen und in anderen Einrichtungen des Produktionsapparates vorhanden. Ein wichtiger Punkt bei der Transferierung technologischen Wissens liegt in dessen Speicherung. Schließlich kann bei Missachtung der Wissensspeicherung kein Austausch mehr stattfinden. Man unterscheidet bei der Anhäufung des Wissens zwischen künstlichen und natürlichen Wissensträgern. Wobei künstliche Wissensträger vor allem als elektronische Speichermedien (z. B. Disketten, CD-Rom) verstanden werden. Dem gegenüber steht das menschliche Gehirn als natürlicher Wissensträger.

## Träger des Technologietransfers
Bei der Verbreitung fortschrittlicher Technologien stehen multinationale Unternehmen im Rahmen internationaler Produktion an erster Stelle. Bei einer im Ausland gegründeten Tochtergesellschaft wird man nicht nur mit modernen Produktionstechnologien, sondern auch mit modernen Managementtechniken konfrontiert. Folglich kommt es beim Informationsaustausch innerhalb des Unternehmens zu einem permanenten Technologietransfer. Der Großteil der Ausgaben im globalen Patent- und Lizenzverkehr besteht aus konzerninternen Zahlungen, da multinationale Unternehmen weltwirtschaftlich immer mehr an Bedeutung zunehmen.
Die Förderung des Wissens- und Technologietransfers ist auch gesetzliche Aufgabe der deutschen Hochschulen (§ 2 Abs. 7 HRG). Außeruniversitäre Forschungseinrichtungen und Mittlerorganisationen spielen eine zunehmend wichtige Rolle. In der wirtschaftlichen Zusammenarbeit stellen der nachhaltige Technologietransfer und die Qualifizierung der internationalen Partner entscheidende Elemente dar.

## Regulierungen des Technologietransfers
Betrachtet man den Technologietransfer in Entwicklungsländern, steht der industrielle Aufholprozess sowie die Entwicklung und Übertragung der Technologie an die besonderen Bedingungen im Vordergrund. Dabei zielt man besonders auf die Anpassung an klimatische Bedingungen und die Beherrschbarkeit durch die Inländer ab. Im Rahmen der Entwicklungszusammenarbeit durch die Bundesregierung findet der Technologietransfer durch die Deutsche Gesellschaft für Internationale Zusammenarbeit (giz) GmbH statt.
Im Hinblick auf die Genehmigung, Möglichkeiten der Vertragsgestaltung und die Besteuerung existieren verschiedene staatliche Regelungen die von Land zu Land unterschiedlich sind.
Der Umgang mit Technologie und Innovation hat hinsichtlich der Wettbewerbsfähigkeit von Unternehmen in der heutigen Zeit einen hohen Stellenwert. Dabei stellt technologisches Wissen aufgrund zunehmender technologischer Abhängigkeit eine vorwiegende Größe dar.

## Inhalte und Blickpunkte

### Sichtweisen aus Vergangenheit und Gegenwart
Historisch betrachtet kam Technologietransfer hauptsächlich zwischen Industrie- und Entwicklungsländern vor. Durch die zwei Weltkriege und die Weltwirtschaftskrise im Jahr 1929 war die Weltwirtschaft geschwächt. Aufgrund dessen erfolgte in der zweiten Hälfte des 20. Jahrhunderts ein allmählicher Wiederaufbau. Durch die daraus entstehende erneute Globalisierung wurde der Wettbewerb zwischen den Industriestandorten entzündet.
Man schenkte insbesondere dem Transfer aus Raumfahrt und Militärtechnik in Industrieländern eine größere Beachtung. Der Schwerpunkt des Transfers in Entwicklungsländer war eine Art technologische Entwicklungshilfe in Form gesellschaftsüberschreitender Beratung. Die erste Ölkrise 1973/74 und die allgemeine wirtschaftliche Rezession der 1970er Jahre ließen es notwendig erscheinen, „schneller als bisher wissenschaftlich-technische Ergebnisse, Erfahrungen und Fertigkeiten aus der Forschung in die Wirtschaft und in den öffentlichen Sektor zu übertragen, um Produkte, Verfahren und qualifizierte Dienstleistungen zu verbessern und damit günstige Bedingungen für Innovationen zu schaffen“. Die heutige Sichtweise von Technologietransfer wird durch die abnehmende Halbwertszeit von Technologie und dem zugehörigen Know-how (z. B. immer kürzere Produktlebenszyklen) immer mehr an Bedeutung gewinnen, um wettbewerbsfähig zu bleiben. Zudem wird bisher nur ein geringer Prozentsatz neuer wissenschaftlicher Konzepte in technische Anwendungen überführt.
2002 wurde das sog. Hochschullehrerprivileg abgeschafft, um den Universitäten die Möglichkeit zu eröffnen, alle wirtschaftlich nutzbaren Erfindungen in ihrem Bereich schützen zu lassen und auf dieser Basis stärker und effektiver als bisher einer industriellen Verwertung zuzuführen.
Mit dem Förderprogramm Horizont 2020 trägt die Europäische Union zu Forschung und Innovation von der Grundlagenforschung bis zur Marktreife neuer Produkte bei.

### Inhalt
Technologietransfer wird als planvoller, zeitlich begrenzter, privatwirtschaftlich oder staatlich unterstützter Prozess verstanden, dem in der Regel eine vertragliche Vereinbarung (z. B. Lizenzvertrag) zugrunde liegt. Dabei werden freie Technologien (z. B. Patente, Lizenzen) und gütergebundene Technologien (z. B. Spezialmaschinen, vollständige Fabrikanlagen) unterschieden. In der Entwicklungspolitik stellt Technologietransfer darüber hinaus ein wichtiges Instrument dar.

### Anwendungsgebiete
Technologietransfer findet zwischen Hochschulen, Erfindern, Forschungseinrichtungen und Unternehmen, innerhalb multinationaler Unternehmen, zwischen verschiedenen Unternehmen, zwischen Industrieländern sowie zwischen Industrie- und Entwicklungsländern statt.

## Merkmale von Technologietransfer

### Orientierungsrichtungen
Es gibt zwei Transferrichtungen, „technology push“ und „demand pull“. Zum ersten ist zu sagen, dass Technologie aus der Wissenschaft in die Wirtschaft transferiert wird. Das heißt, dass erst eine neue technische Entwicklung entsteht und erst dann mögliche Anwendungen und Nutzer gesucht werden (Transferrichtung: Wissenschaft → Wirtschaft). Bei „demand pull“ erfolgt die technische Entwicklung erst nach den Bedürfnissen der Wirtschaft. Das bedeutet, dass sich die Unternehmen mit einem konkreten Auftrag einen Transferpartner suchen, welcher dann eine Lösung bereitstellt (Transferrichtung: Wirtschaft → Wissenschaft).

### Inter- und intraorganisatorischer Transfer
Wird Wissen (bzw. Technologie) innerhalb einer Organisation von einem Subsystem in ein anderes übertragen, so spricht man von intraorganisatorischem Transfer. Der interorganisatorische Transfer erfolgt zwischen zwei wirtschaftlich und rechtlich selbstständigen Organisationen.

### Direkter und indirekter Transfer
Direkte Transfermaßnahmen erkennt man an einer unmittelbaren Beziehung zwischen dem Transfergeber und dem Transfernehmer. Das bedeutet, dass in keiner Phase des Transfers ein Transfervermittler (Transferstelle) beteiligt ist. Indirekte Transfermaßnahmen umfassen alle Formen des Transfers, bei denen die Übertragung von Technologie zwischen den beiden Transferpartnern über Transfervermittler erfolgt. Eine mittelbare Beziehung der Transferpartner ist die Folge.

### Horizontaler und vertikaler Technologietransfer
Unter vertikalem Transfer versteht man den Übertragungsvorgang zwischen Institutionen unterschiedlicher Ebenen, also zwischen Anbietern von Wissen (Universitäten, Forschungseinrichtungen) und Nachfragern von Wissen (Unternehmen, Verwaltungen). Unter horizontalem Transfer wird der Transfer zwischen Institutionen der gleichen Ebene (Forschungseinrichtungen, Unternehmen) verstanden.

### Aktivierter und passivierter Transfer
Beim passivierten Transfer wird Wissen nur zur Verfügung gestellt, während beim aktivierten Transfer zwischen Transfergebern und Transfernehmern über den ganzen Transferprozess hinweg auch intensive Kontakte stattfinden. Transfer bedeutet bei der aktivierten Form Einbringen von Sachverstand und gemeinsames Entwickeln einer Problemlösung in einem intensiven interaktiven Prozess.

### Reverse Innovation
Bei Reverse-Innovation-Prozessen handelt es sich um den Transfer von radikal einfachen, preisgünstigen, in Entwicklungs- oder Schwellenländern entwickelten Technologien in Industrienationen.

## Transfermechanismen/Transfermedien

### Mechanismen
Beim Vollzug des Technologietransfers unterscheidet man zwischen internationalem Warenhandel, insbesondere dem Import von Kapitalgütern durch die Entwicklungsländer, und der Weitergabe von Produktions-Know-how. Dabei lehnt der internationale Warenhandel auf die gütergebundene Technologie und die mit einem Produkt verkörperte Funktions- und Arbeitsweise. Wohingegen die Weitergabe des Produktions-Know-hows auf die freie (nicht gütergebundene) Technologie zielt. Diese kann als Plan verstanden werden, der alle Informationen zur Herstellung eines Produktes bestimmter Qualifikation mit bestimmten Produktionsverfahren enthält. Eine generelle Abgrenzung des Technologietransfers zum Know-how-Transfers ist jedoch nur bedingt möglich, da diese häufig in Verbindung stehen.
Zivilgesellschaftliche Gruppen argumentieren seit geraumer Zeit, dass im Rahmen der digitalen Revolution insbesondere öffentlich finanzierte Forschungseinrichtungen und Universitäten ihren Technologietransfer durch offene Bereitstellung ihrer technischen Dokumentation optimieren können, beispielsweise im Bereich Open-Source-Hardware.

### Medien
Es existiert eine Vielzahl an verschiedenen Formen von Technologietransfer. Jedoch ist keines dieser Instrumente so optimal, dass es andere überflüssig macht. Vielmehr laufen diese Transfermechanismen parallel und greifen ineinander.
| Transferart                 | Merkmale |
| --------------------------- | --- |
| Auftragsforschung           | Unternehmen beauftragen bestimmte Forschungseinrichtungen mit einem konkreten Forschungsauftrag, zu festgelegten Bedingungen. Die Forschungsergebnisse sind exklusives Eigentum des Unternehmens.                                                                  |
| Beratung                    | Experten, Spezialisten, Erfinder beraten wirtschaftliche Institutionen. Die Beratung wird in der Regel nach festen Tagessätzen abgerechnet und erstreckt sich über wenige Tage.                                                                                    |
| Lizenzierung                | Bei der Lizenzierung wird ein Recht von einer Forschungseinrichtungen erworben, ein bestimmtes Forschungsergebnis zu nutzen. |
| Förderprojekte              | Im Rahmen öffentlich geförderter Forschungsprojekte arbeiten mehrere Partner aus Wissenschaft und Wirtschaft an einer gemeinsamen Problemstellung, z. B. Handwerksbetriebe und Fachhochschulen. Die Ergebnisse des Projektes werden öffentlich zugänglich gemacht. |
| Diplom- und Studienarbeiten | Forschungs- und Entwicklungsfragestellungen können über Diplom- oder längere Studienarbeiten wissenschaftlich bearbeitet werden. Neben den wissenschaftlichen Erkenntnissen des Studenten kann das Unternehmen erste Kontakte zu Wissenschaftlern aufbauen.        |
| Firmenpraktika              | In längeren Betriebspraktika können von Studenten Forschungsfragen bearbeitet werden. Hier ist eine sehr intensive Betreuung durch das Unternehmen besonders bei Studenten jüngerer Semester notwendig.                                                            |

Weitere wichtige Formen: Kooperationsforschung, Gutachten, Publikationen, informelle Treffen, Konferenzen, Seminare, Vermittlung von Hochschulabsolventen, Patente, Open-Source-Dokumentation, Vor-Ort-Demonstrationen etc.

## Anbieter von Technologietransfer
Es gibt eine Vielzahl von verschiedenen Forschungseinrichtungen aus Wissenschaft und Wirtschaft. Diese Auswahl ist nur ein Bruchteil der in Deutschland vorhandenen Transferstellen.
- Fachhochschulen / Hochschulen: Hochschulen in Kooperation mit der Wirtschaft decken den Bereich der kurzfristigen-, umsetzungsorientierten Forschung und Entwicklung ab. Fachhochschulen sind für kleine und mittlere Unternehmen der ideale Partner, wenn es um kurzfristig realisierbare Problemlösungen für Neu- und Weiterentwicklung von Produkten und/oder Verfahren geht.[21]
- Universitäten: Der Fokus liegt auf einer mittel- und langfristigen Forschung. Universitäten eignen sich aufgrund des breiten Angebotes an Fachgebieten besonders für grundlegende Innovationen und interdisziplinäre Forschungs- und Entwicklungs-Projekte.[22]
- Fraunhofer-Gesellschaft: Die Fraunhofer-Gesellschaft forscht in Hunderten von Technologiefeldern und stellt die Ergebnisse als Patente, Lizenzen, Weiterbildungsangebote und vor allem in Form von Auftragsforschungsprojekten der Industrie zur Verfügung.
- Helmholtz-Gemeinschaft Deutscher Forschungszentren: Aufgabenschwerpunkt bei der Helmholtz-Gemeinschaft liegt in der Grundlagenforschung mit Hilfe von Großgeräten. Unternehmen profitieren durch Kooperation kurz- und mittelfristig von Technologien, wissenschaftlichen Ergebnissen, Know-how und Service.
- Max-Planck-Institute beschäftigen sich mit einer Vielzahl von Disziplinen, von Astronomie über Kognitionsforschung und Nanotechnologie bis hin zur molekularen Zellbiologie. Sie gelten als nationale bzw. internationale „Centers of Excellence“ in der Grundlagenforschung und sind unter dem Dach der Max-Planck-Gesellschaft, Deutschlands führender Forschungsorganisation für Grundlagenforschung, zusammengefasst. Für den Technologietransfer der Max-Planck-Gesellschaft ist die Max-Planck-Innovation GmbH verantwortlich.
- Leibniz-Gemeinschaft: Die Wissenschaftsgemeinschaft Gottfried Wilhelm Leibniz e. V. (kurz: Leibniz-Gemeinschaft) vereint außeruniversitäre Forschungsinstitute und Serviceeinrichtungen für die Forschung. Die Ausrichtung der Leibniz-Institute reicht von den Natur-, Ingenieur- und Umweltwissenschaften über die Wirtschafts-, Sozial- und Raumwissenschaften bis hin zu den Geisteswissenschaften. Sie bedienen sich dabei sowohl der Grundlagenforschung als auch der angewandten und Großgeräteforschung.
- Steinbeis-Stiftung: Die Steinbeis-Stiftung setzt Know-how aus der Grundlagenforschung, der angewandten Forschung und der Entwicklung praxisnah ein.
- TuTech Innovation GmbH: Hochschuleigene Technologietransfergesellschaft der Technischen Universität Hamburg-Harburg.
- Technologie-Lizenz-Büro (TLB) der baden-württembergischen Hochschulen GmbH
- PROvendis GmbH: Patentvermarktungsgesellschaft von 28 Hochschulen des Landes Nordrhein-Westfalen mit Sitz in Mülheim an der Ruhr.
- Die „Bayerische Patentallianz GmbH“ ist die zentrale Patentvermarktungsagentur der bayerischen Universitäten und Hochschulen für angewandte Wissenschaften.
- Weitere Anbieter: Industrie- und Handelskammern, Technologie-Transferzentren, Technologieparks, private Unternehmen aus der Großindustrie[23]